# Seznam ministrů vnitra Československa
Toto je seznam ministrů vnitra Československa, který obsahuje chronologický přehled všech členů vlád Československa působících v tomto úřadu.

## Předválečné Československo (1918–1939)
| Č.  | Portrét      | Portrét | Jméno           | Strana    | Ve funkci          | Ve funkci        | Vláda       |
| Č.  | Portrét      | Portrét | Jméno           | Strana    | Od                 | Do               | Vláda       |
| --- | ------------ | ------- | --------------- | --------- | ------------------ | ---------------- | ----------- |
| 1.  |              |         | Antonín Švehla  | RSZML     | 14. listopadu 1918 | 15. září 1920    | Kramář      |
| 1.  | Tusar I      |         | Antonín Švehla  | RSZML     | 14. listopadu 1918 | 15. září 1920    |             |
| 1.  | Tusar II     |         | Antonín Švehla  | RSZML     | 14. listopadu 1918 | 15. září 1920    |             |
| 2.  |              |         | Jan Černý       | nezávislý | 15. září 1920      | 7. října 1922    | Černý I     |
| 2.  | Beneš        |         | Jan Černý       | nezávislý | 15. září 1920      | 7. října 1922    |             |
| 3.  |              |         | Jan Malypetr    | RSZML     | 7. října 1922      | 9. prosince 1925 | Švehla I    |
| 4.  |              |         | František Nosek | ČSL       | 9. prosince 1925   | 6. března 1926   | Švehla II   |
| 5.  |              |         | Jan Černý       | nezávislý | 6. března 1926     | 7. prosince 1929 | Černý II    |
| 5.  | Švehla III   |         | Jan Černý       | nezávislý | 6. března 1926     | 7. prosince 1929 |             |
| 5.  | Udržal I     |         | Jan Černý       | nezávislý | 6. března 1926     | 7. prosince 1929 |             |
| 6.  |              |         | Juraj Slávik    | RSZML     | 7. prosince 1929   | 29. října 1932   | Udržal II   |
| 7.  |              |         | Jan Černý       | nezávislý | 29. října 1932     | 14. února 1934   | Malypetr I  |
| 8.  |              |         | Josef Černý     | RSZML     | 14. února 1934     | 22. září 1938    | Malypetr II |
| 8.  | Malypetr III |         | Josef Černý     | RSZML     | 14. února 1934     | 22. září 1938    |             |
| 8.  | Hodža I      |         | Josef Černý     | RSZML     | 14. února 1934     | 22. září 1938    |             |
| 8.  | Hodža II     |         | Josef Černý     | RSZML     | 14. února 1934     | 22. září 1938    |             |
| 8.  | Hodža III    |         | Josef Černý     | RSZML     | 14. února 1934     | 22. září 1938    |             |
| 9.  |              |         | Jan Černý       | nezávislý | 22. září 1938      | 1. prosince 1938 | Syrový I    |
| 9.  | Syrový II    |         | Jan Černý       | nezávislý | 22. září 1938      | 1. prosince 1938 |             |
| 10. |              |         | Otakar Fischer  | SNJ       | 1. prosince 1938   | 15. března 1939  | Beran       |

## Exilové vlády(1940–1945)
| Č.  | Portrét   | Portrét | Jméno        | Strana | Ve funkci         | Ve funkci     | Vláda    |
| Č.  | Portrét   | Portrét | Jméno        | Strana | Od                | Do            | Vláda    |
| --- | --------- | ------- | ------------ | ------ | ----------------- | ------------- | -------- |
| 11. |           |         | Juraj Slávik | RSZML  | 21. července 1940 | 5. dubna 1945 | Šrámek I |
| 11. | Šrámek II |         | Juraj Slávik | RSZML  | 21. července 1940 | 5. dubna 1945 |          |

## Poválečné Československo (1945–1992)
Poznámka: V letech 1950 – 1953 spadaly policejní složky pod Ministerstvo národní bezpečnosti a Ministerstvo vnitra vykonávalo v podstatě jen správní agendu.
| Č.  | Portrét            | Portrét | Jméno                                         | Strana | Ve funkci         | Ve funkci         | Vláda        |
| Č.  | Portrét            | Portrét | Jméno                                         | Strana | Od                | Do                | Vláda        |
| --- | ------------------ | ------- | --------------------------------------------- | ------ | ----------------- | ----------------- | ------------ |
| 12. |                    |         | Václav Nosek                                  | KSČ    | 5. dubna 1945     | 14. září 1953     | Fierlinger I |
| 12. | Fierlinger II      |         | Václav Nosek                                  | KSČ    | 5. dubna 1945     | 14. září 1953     |              |
| 12. | Gottwald I         |         | Václav Nosek                                  | KSČ    | 5. dubna 1945     | 14. září 1953     |              |
| 12. | Gottwald II        |         | Václav Nosek                                  | KSČ    | 5. dubna 1945     | 14. září 1953     |              |
| 12. | Zápotocký a Široký |         | Václav Nosek                                  | KSČ    | 5. dubna 1945     | 14. září 1953     |              |
| 13. |                    |         | Rudolf Barák                                  | KSČ    | 14. září 1953     | 23. června 1961   |              |
| 13. | Široký II          |         | Rudolf Barák                                  | KSČ    | 14. září 1953     | 23. června 1961   |              |
| 13. | Široký III         |         | Rudolf Barák                                  | KSČ    | 14. září 1953     | 23. června 1961   |              |
| 14. |                    |         | Lubomír Štrougal                              | KSČ    | 23. června 1961   | 23. dubna 1965    |              |
| 14. | Lenárt             |         | Lubomír Štrougal                              | KSČ    | 23. června 1961   | 23. dubna 1965    |              |
| 15. |                    |         | Josef Kudrna                                  | KSČ    | 23. dubna 1965    | 15. března 1968   |              |
| 16. |                    |         | Josef Pavel                                   | KSČ    | 15. března 1968   | 31. srpna 1968    | Černík I     |
| 17. |                    |         | Jan Pelnář                                    | KSČ    | 31. srpna 1968    | 28. ledna 1970    | Černík I     |
| 17. | Černík II          |         | Jan Pelnář                                    | KSČ    | 31. srpna 1968    | 28. ledna 1970    |              |
| 17. | Černík III         |         | Jan Pelnář                                    | KSČ    | 31. srpna 1968    | 28. ledna 1970    |              |
| 18. |                    |         | Radko Kaska                                   | KSČ    | 28. ledna 1970    | 28. února 1973    | Štrougal I   |
| 18. | Štrougal II        |         | Radko Kaska                                   | KSČ    | 28. ledna 1970    | 28. února 1973    |              |
| 19. |                    |         | Jaromír Obzina                                | KSČ    | 30. února 1973    | 20. června 1983   |              |
| 19. | Štrougal III       |         | Jaromír Obzina                                | KSČ    | 30. února 1973    | 20. června 1983   |              |
| 19. | Štrougal IV        |         | Jaromír Obzina                                | KSČ    | 30. února 1973    | 20. června 1983   |              |
| 20. |                    |         | Vratislav Vajnar                              | KSČ    | 20. června 1983   | 11. října 1988    |              |
| 20. | Štrougal V         |         | Vratislav Vajnar                              | KSČ    | 20. června 1983   | 11. října 1988    |              |
| 20. | Štrougal VI        |         | Vratislav Vajnar                              | KSČ    | 20. června 1983   | 11. října 1988    |              |
| 21. |                    |         | František Kincl                               | KSČ    | 11. října 1988    | 3. prosince 1989  | Adamec       |
| 22. |                    |         | František Pinc                                | KSČ    | 3. prosince 1989  | 10. prosince 1989 | Adamec       |
| –   |                    |         | Marián Čalfa, Ján Čarnogurský a Valtr Komárek | –      | 10. prosince 1989 | 30. prosince 1989 | Čalfa I      |
| 23. |                    |         | Richard Sacher                                | ČSL    | 30. prosince 1989 | 27. června 1990   | Čalfa I      |
| 24. |                    |         | Ján Langoš                                    | VPN    | 27. června 1990   | 2. července 1992  | Čalfa II     |
| 25. |                    |         | Petr Čermák                                   | ODS    | 2. července 1992  | 31. prosince 1992 | Stráský      |